# Niski Młyn
Niski Młyn (deutsch Niedermühl) ist ein Ort in der polnischen Woiwodschaft Ermland-Masuren. Er gehört zur Gmina Bisztynek (Stadt- und Landgemeinde Bischofstein) im Powiat Bartoszycki (Kreis Bartenstein).

## Geographische Lage
Niski Młyn liegt am Westufer des Flüsschens Rhein (polnisch Ryn) in der nördlichen Mitte der Woiwodschaft Ermland-Masuren, sieben Kilometer westlich der einstigen Kreisstadt Rößel (polnisch Reszel) bzw. 24 Kilometer südöstlich der heutigen Kreismetropole Bartoszyce (deutsch Bartenstein).

## Geschichte
Zeit seines Bestehens war Niedermühl bis 1945 als ein großer Hof ein Wohnplatz der Gemeinde Santoppen (polnisch Sątopy), zuletzt im ostpreußischen Kreis Rößel. Im Jahre 1785 war Niedermühl eine königliche Erbpachtsmühle mit einer Feuerstelle, im Jahre 1820 wurden außer der königlichen Mühle eine Feuerstelle bei acht Einwohnern genannt. Die Zahl der Einwohner stieg bis 1885 auf 18 und belief sich im Jahre 1905 auf zwölf.
Mit der Abtretung des gesamten südlichen Ostpreußen 1945 in Kriegsfolge an Polen erhielt Niedermühl die polnische Namensform „Niski Młyn“. Heute ist der kleine Ort in die Stadt- und Landgemeinde Bisztynek (Bischofstein) im Powiat Bartoszycki (Kreis Bartenstein) eingegliedert, von 1975 bis 1998 der Woiwodschaft Olsztyn, seither der Woiwodschaft Ermland-Masuren zugehörig.

## Kirche
Bis 1945 war Niedermühl in die evangelische Kirche Bischofstein in der Kirchenprovinz Ostpreußen der Kirche der Altpreußischen Union als auch in die römisch-katholische Kirche Santoppen im damaligen Bistum Ermland eingepfarrt. Heute gehört Niski Młyn katholischerseits immer noch zu Sątopy, das jetzt zum Erzbistum Ermland gehört, evangelischerseits zur Kirche Bartoszyce (Bartenstein), einer Filialkirche der Johanneskirche Kętrzyn (Rastenburg) in der Diözese Masuren der Evangelisch-Augsburgischen Kirche in Polen.

## Verkehr
Niski Młyn liegt an der verkehrstechnisch nicht unbedeutenden Woiwodschaftsstraße 594, die die beiden Städte Bisztynek (Bischofstein) und Reszel (Rößel) miteinander verbindet.
Sątopy-Samulewo (Bischdorf) ist die nächste Bahnstation. Sie liegt an der Bahnstrecke Toruń–Tschernjachowsk, die heute bereits in Posen beginnt, dafür aber in Korsze (Korschen) endet und nicht mehr in das nördliche Ostpreußen, heute die russische Oblast Kaliningrad, bis nach Insterburg (russisch Tschernjachowsk) führt.